# Blanc (Familienname)
Blanc ist ein französischer Familienname.

## Herkunft und Bedeutung
Blanc ist okzitanisch und francoprovenzalisch für weiß/Weißhaar. Der Name bezieht sich auf Menschen, die blass oder deren Haare blond waren.

## Namensträger
- Abele Blanc (* 1954), italienischer Bergsteiger
- Adalbert von Blanc (1907–1976), deutscher Flottillenadmiral
- Adolphe Blanc (1828–1885), französischer Geiger und Komponist
- Alberto Blanc (1835–1904), italienischer Diplomat
- Alberto Carlo Blanc (1906–1960), italienischer Paläontologe und Geologe
- Aldir Blanc (1946–2020), brasilianischer Komponist, Liedtexter und Schriftsteller
- Alexis Blanc (* 1970), französischer Freestyle-Skier
- André Blanc-Lapierre (1915–2001), französischer Mathematiker und Physiker
- Anne-Marie Blanc (1919–2009), Schweizer Schauspielerin
- Anthony Blanc (1792–1860), französischer Geistlicher, Erzbischof von New Orleans
- Augustin Pascal Blanc (1836–1910), französischer Flottillenadmiral
- Bertrand Blanc (* 1973), französischer Skibergsteiger
- Charles Blanc (1813–1882), französischer Kunsttheoretiker und -kritiker
- Charles Blanc-Gatti (1890–1966), Schweizer Künstler
- Charles P. Blanc, französischer Zoologe
- Christian Blanc (* 1942), französischer Politiker und Manager
- Claudius Blanc (1854–1900), französischer Komponist
- Daniel Blanc (Physiker) (1927–2009), französischer Physiker
- Daniel Blanc (Saxophonist) (* 1959), Schweizer Jazzmusiker
- Daniel Blanc (Singer-Songwriter) (* 1959), französischer Singer-Songwriter
- Delphine Blanc (* 1983), französische Fußballspielerin
- Didier Blanc (* 1984), französischer Skibergsteiger
- Dominique Blanc (* 1956), französische Schauspielerin
- Doris Blanc (* 1926), Schweizer Eiskunstläuferin
- Elie Blanc (1846–1926), französischer Philosoph, Theologe und Romanist
- Elviro Blanc (* 1945), italienischer Skilangläufer
- Erika Blanc (* 1942), italienische Schauspielerin
- Ernest Blanc-Garin (1843–1916), belgischer Porträt- und Landschaftsmaler
- Étienne Blanc (* 1954), französischer Politiker
- Francis Blanc (* 1938), Schweizer Radsportler
- François Blanc (1806–1877), französischer Mathematiker und Finanzier
- François Nicolas Constantin Blanc (1754–1818), Schweizer Anwalt, Söldner und Politiker[1]
- Franz Anton von Blanc (1734–1806), österreichischer Beamter und Sozialpolitiker
- Frédéric Blanc (* 1967), französischer Organist
- Georges Blanc (* 1943), französischer Koch
- Gérard Blanc (1947–2009), französischer Sänger, Gitarrist und Schauspieler
- Giuseppe Blanc (1886–1969), italienischer Komponist
- Gustave Louis Blanc (1872–1927), französischer Chemiker
- Heinrich Blanc (1896–1960), deutscher Unternehmer
- Henri Blanc (1907–?), Schweizer Gewichtheber
- Honoré Blanc (auch le Blanc; 1736–1801), französischer Büchsenmacher
- Isabelle Blanc (* 1975), französische Snowboarderin
- Jean Charles Blanc (* 1942), französischer bildender Künstler und Autor
- Jean-Joseph-Charles-Louis Blanc (1811–1882), französischer Sozialist, siehe Louis Blanc
- Jean-Pierre Blanc (* 1942), französischer Filmregisseur
- Jennifer Blanc (* 1974), US-amerikanische Schauspielerin, Filmregisseurin und -produzentin
- Joan Blanc (wirksam 14. Jahrhundert), katalanischer Dichter und Troubador
- Joseph Blanc (1846–1904), französischer Maler
- Julien Blanc-Gras (* 1976), französischer Journalist und Autor
- Laure Blanc-Féraud (* 1963), französische Mathematikerin
- Laurent Blanc (* 1965), französischer Fußballspieler
- Leandro Blanc (* 1993), argentinischer Boxer
- Louis Blanc (1811–1882), französischer Sozialist
- Louis von Blanc (1832–1903), deutscher Admiral
- Louis Ammy Blanc (1810–1885), deutscher Maler
- Ludwig Gottfried Blanc (1781–1866), deutscher Romanist
- Malorie Blanc (* 2004), Schweizer Skirennläuferin
- Manuel Blanc (* 1968), französischer Schauspieler
- Marie Blanc (Madame Blanc; 1833–1881), deutsch-französische Spielbankdirektorin und Philanthropin
- Marie-Jean Blanc Saint-Hilaire (1805–1890), französischer Verleger, Romanist, Lexikograf und Baskologe
- Marie-Jean-Gustave Blanc (1844–1890), französischer Geistlicher, Bischof der Pariser Mission
- Martine Blanc (* 1944), französische Autorin und Illustratorin
- Mel Blanc (1908–1989), US-amerikanischer Sprecher
- Michel Blanc (1952–2024), französischer Schauspieler und Regisseur
- Michel Blanc-Dumont (* 1948), französischer Comiczeichner
- Numa Blanc (1816–1897), französischer Fotograf
- Pascale Vicat-Blanc (* 1961), französische Ingenieurin
- Patrick Blanc (* 1953), französischer Botaniker
- Patrick Blanc (Bergsteiger) (* 1972), französischer Skibergsteiger
- Raoul Blanc (1905–1985), französischer Fußballspieler
- Rick Blanc (um 1950–2010), US-amerikanischer Jazzmusiker
- Roger Blanc (1919–1958), französischer Filmregisseur
- Samuel Blanc (1883–1964), US-amerikanischer Erfinder und Unternehmer
- Tatiana Blanc, Schweizer Basketballspielerin
- Yoann Blanc (* 1975), französisch-schweizerischer Schauspieler
- Yvonne Blanc (1906–1997), französische Musikerin